# Joseph Hiram
Joseph Laben Hiram – nauruański polityk, były członek parlamentu. 
Niegdyś zasiadał w parlamencie Nauru (deputowany z okręgu Ubenide). Później wielokrotnie próbował odzyskać miejsce w parlamencie z tegoż okręgu. Startował m.in. w wyborach parlamentarnych w: 2003, 2004, 2008 (reprezentował wówczas okręg Meneng) i w kwietniowych wyborach z 2010 roku, jednak za każdym razem bezskutecznie. 
Hiram był jednym z głównych działaczy Nauruańskiej Korporacji Fosforytowej.